# Nikolay Kostylev
Nikolay Grigoryevich Kostylev (né le 4 mars 1931 et mort le 7 novembre 1993) est un haltérophile soviétique. 

## Biographie
Nikolay Kostylev remporte la médaille d'or dans la catégorie des moins de 67,5 kg (poids légers) aux Championnats du monde d'haltérophilie 1955, aux Championnats d'Europe d'haltérophilie 1955 et aux Championnats d'Europe d'haltérophilie 1956. 